# Jean-Michel Jarre
Jean-Michel André Jarre, född 24 augusti 1948 i Lyon, Frankrike, är en fransk musiker som var pionjär inom den elektroniska musiken. Jarre har gjort sig mest känd för sina stora utomhuskonserter, där den största, i Moskva 1997, lockade över tre och en halv miljon åskådare. Han är son till kompositören Maurice Jarre. Han var gift 1978–1996 med den brittiska skådespelerskan Charlotte Rampling.

## Biografi
Jarre föddes 1948 i Lyon. Hans far, Maurice Jarre, var då redan en etablerad filmmusiker. Redan vid fem års ålder började Jarre spela piano, men övergav snabbt den klassiska musiken till förmån för jazzen som han fann sig dragen till. Han startade ett rockband kallat Mystere IV, och 1968 blev han elev till Pierre Schaeffer genom att gå med i gruppen Groupe de Recherces Musicales. Maurice adopterade även den senare hustruns, skådespelerskan Laura Devons son, Kevin Jarre, som är Jean-Michels adopterade halvbror.

### 1970-tal
Tidiga experiment med elektroakustisk musik gav 1971 upphov till singeln La Cage. 1972 följdes denna singel upp av den då 23-årige Jarres första fullängdsalbum, Deserted Palace.
Dessa tidiga projekt var i stort sett framgångslösa och Jarre tillbringade de följande åren som musiker åt andra artister som Françoise Hardy, medan han försökte finna sin egen stil. 1973 skrev han musiken till filmen Kvinnan i snön (fransk titel: Les Granges brûlées). Genom att försöka skilja sig från den tidigare vanliga minimalistiska elektroniska musiken och skapa mer orkestrala stycken fick han slutligen sitt genombrott 1976 med albumet Oxygène som blev en stor succé, bland annat med en andraplats på poplistorna i England. Ett av de unika dragen för dessa album var att musikstyckena inte var skarpt avgränsade utan flöt in i varandra. Han använde sig då av instrument såsom Eminent 310, Moog, ARP, EMS VCS3 och andra liknande synthesizers. 1976 gifte sig Jarre med sin första fru, Flore Guillard, som han även fick dottern Emilie med. De skilde sig 1977 och Jarre gifte om sig med den brittiska skådespelerskan och fotografen Charlotte Rampling.
Uppföljaren till Oxygène, 1978 års Équinoxe, blev även den en stor succé. Året efter, den 14 juli 1979, höll Jarre sin första utomhuskonsert på Place de la Concorde i Paris. Med ett åskådarantal som uppskattats till över en miljon fick han en plats i Guinness rekordbok. År 1978 föddes Jarres andra barn, David. Han skulle sedermera välja karriär som magiker.

### 1980-tal
År 1981 släppte Jarre albumet Les Chants Magnétiques, på vilket han började använda sig av digitala instrument i kombination med de tidigare använda uteslutande analoga. Albumets franska titel betyder ordagrant Magnetiska sånger och är en ordlek med uttrycket Les Champs Magnétiques vilket betyder Magnetfält.
I svallet från den skivan beslöt sig Jarre för att under 1981 turnera. Han tog med sig en stor mängd scenutrustning och reste till Kina, där han gjorde fem uppträdanden som den första västerländske popartisten i Folkrepubliken Kina. Denna konsertserie gav sedermera upphov till dubbelalbumet Les Concerts en Chine.
I en protest mot musikindustrins masskommersialism producerade sedan Jarre skivan Musique pour Supermarché i ett enda exemplar, varefter mastern brändes för att säkra originalets unikhet. Denna skiva fick ett eget produktnummer hos skivbolaget Disques Dreyfus; FDM 18113. Skivan såldes sedan på en välgörenhetsauktion för en stor summa.

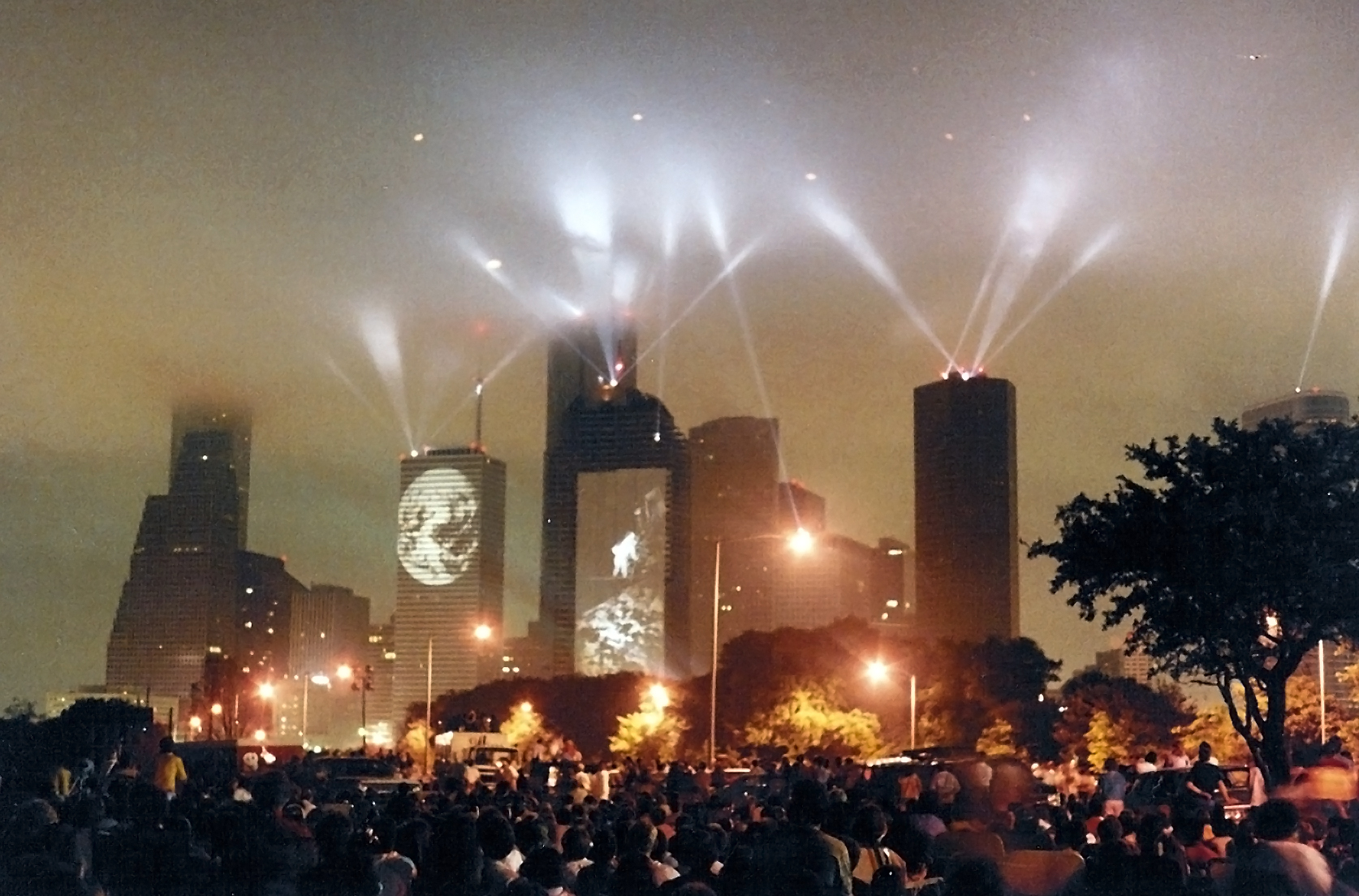
Jarres friluftskonsert i Houston, Texas drog över en miljon åskådare.

Jarre hade sedan en svacka när 1984 års album Zoolook inte nådde samma succé som föregångarna. Stilen på albumet var blandad; både den luftiga ambienta och melodiska symfonisynt han använt tidigare, men också en mer traditionell rytmisk pop med trummor och basriff. Det var även det andra kommersiella albumet där han använde sig av digitala syntar och samplers. Några av spåren på Zoolook är mycket lika Music for Supermarkets (till exempel början på spåret Ethnicolor II där man i början kan höra kassaapparater och sorlet från en folkmängd). Zoolook sågs dock generellt i ett positivt ljus av kritiker.
Det dröjde två år innan han återkom med den stora friluftskonserten i Houston som inte bara firade NASA:s 25-årsjubileum, utan även hedrade minnet av de astronauter som hade omkommit i Challengerolyckan. Material från konserten utgjorde största delen av det efterföljande albumet Rendez-vous. En uppföljningskonsert med i stort sett samma material hölls senare i Lyon, och Jarre släppte 1987 ett samlingsalbum med material från båda konserterna, Cities in Concert Houston-Lyon.
1988 släpptes albumet Révolutions på vilket gitarristen Hank Marvin deltog. Material från Révolutions användes i konserten Destination Docklands, som trots ogynnsamt väder med regn och vind drog omkring 200 000 åskådare (folk som såg konserten från utanför området ej inräknade). Det var även under denna konsert som hans vänskap med prinsessan Diana började. År 1989 släpptes ännu ett samlingsalbum, Jarre Live.

### 1990-tal
1990 släppte Jarre albumet En attendant Cousteau, vilket Jarre tillägnade den franske marinupptäckaren Jacques Cousteau. Albumet innehåller endast fyra spår varav det fjärde är cirka 47 minuter långt (22 minuter på vinylutgåvan).
En ny stil för Jarre kunde höras på hans nästa album, 1993 års Chronologie där han likt sina tidiga succéer använde en stor symfonisk introduktion, men resten av albumet är betydligt mer inspirerat av techno-stilen.
Som kontrast till Chronologie släppte Jarre 1997 albumet Oxygène 7–13 som var en tillbakablick på hans tidiga år, och tydliga referenser såväl namnmässigt som musikaliskt till 1976 års genombrottsalbum Oxygène. För att få rätt sound använde sig Jarre bland annat av några av de analoga syntar han spelade in de första albumen med. Några av låtarna på albumet har dock tydliga influenser som kan liknas vid stilen på Chronologie. Jarre spelar för första gången en Theremin på detta album. Senare 1997 spelade Jarre i Moskva som del av stadens 850-årsjubileum. Denna konsert kom att bli hans fjärde världsrekord för gratiskonserter med ett uppskattat åskådarantal på 3,5 miljoner. Konserten gick av stapeln samma dag som prinsessan Diana begravdes, och Jarre tillägnade henne låten Souvenirs, också känd som Souvenir of China från hans Kinakonserter. Under konserter i Globen och Scandinavium lovordade Jarre den svenskbyggda Clavia Nord Lead.

### Ett nytt årtusende

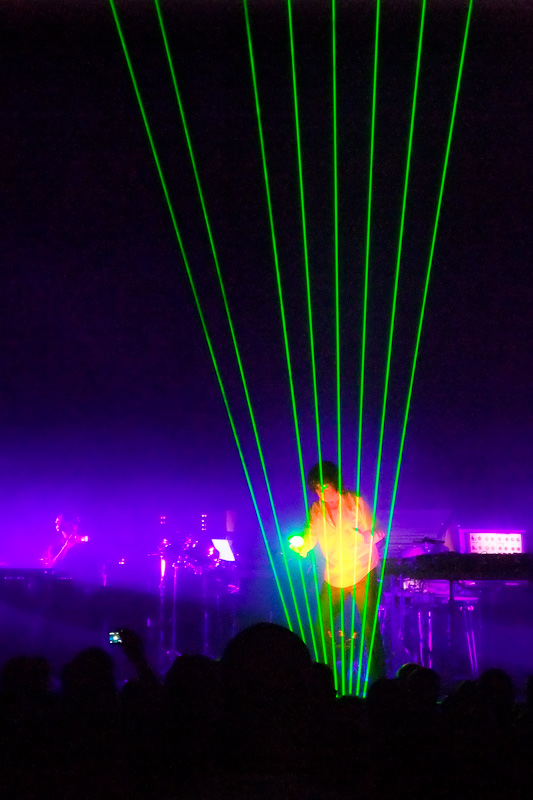
Jarre spelandes en laserharpa i Helsingfors 2009

Nyårsnatten 1999 höll Jarre en friluftskonsert i närheten av Giza i Egypten. Konserten kallades The 12 Dreams of the Sun och innehöll bland annat en nedräkning till tolvslaget för det nya året. Bakgrunden utgjordes av pyramiderna på Gizaplatån. Tidigt den följande morgonen uppträdde Jarre igen, den här gången för att kunna ackompanjera det nya årtusendets första soluppgång. Några av låtarna från konserten kom sedermera att finnas på hans nästa album som släpptes 2000, Metamorphoses, som även är det första Jarre-albumet med sång, även om röster (Zoolook) samt solister och körer (September) använts förr. Metamorphoses är ett sidsteg från Jarres tidigare stil och innehåller många samplade ljudeffekter som till exempel störningar från en mobiltelefon och en kaffebryggare. Sharon Corr från den irländska popgruppen The Corrs deltog på violin.
2001 höll Jarre tillsammans med författaren Arthur C. Clarke och technomusikern Tetsuya "TK" Komuro en konsert på en strand i Okinawa i Japan. Den var tänkt att fira det nya årtusendets egentliga början den 1 januari 2001. Jarre och TK bildade den mycket kortvariga gruppen The ViZitors. Senare på året höll Jarre även en konsert vid Akropolis-templet i Aten, Grekland.
2002 fann sig Jarre i Danmark, närmare bestämt vid vindkraftverken i Gammel Vrå Enge utanför Aalborg. Ett studioalbum släpptes senare som det första musikverk som mixats för sexkanaligt ljud i DD5.1 och DTS. Albumet Sessions 2000 släpptes även 2002, och det ryktades att detta album i stort sett skapades för att fylla kontraktuella skyldigheter till Francis Dreyfus. Stilen på musiken är mycket annorlunda jämfört med tidigare verk och ger en känsla av att vara en jam session med tidvis mycket tydliga jazz-influenser.
Geometry of Love som släpptes 2003 hade inspirerats av atmosfären i det lugnare bakre rummet i Paris-klubben VIP Club.
Jarre besökte Kina igen under 2004 och spelade först inför 15 000 åskådare i den Förbjudna staden och sedan inför 9 000 åskådare på Himmelska fridens torg. Konserterna firade ett år av kulturellt utbyte mellan Kina och Frankrike. Konserterna sändes i HDTV med fullt 5.1-ljud.
Nästa konsert Space of Freedom gick av stapeln i augusti 2005 i Gdansk, Polen, för att fira 25-årsjubileet av den polska fackföreningen Solidaritet. Grundaren Lech Wałęsa var med på scenen. 170 000 betalande åskådare såg konserten. Jarre gifte även om sig med skådespelerskan Anne Parillaud detta år.
Som första studioalbum efter Metamorphoses släpptes Teo & Tea 2007. Jarre släppte kortare versioner av videon på Youtube för att göra reklam för albumet.
I samband med 30-årsjubileet av skivan Oxygène gavs Oxygène Live in Your Livingroom (även kallad Oxygène 3D) ut i tre versioner: en CD, en CD och DVD med tvådimensionellt visuellt material samt en CD och en DVD med tredimensionellt visuellt material. Jarre valde att på denna skiva använda de analoga instrument han nyttjade på 60- och 70-talet, men att spela in materialet med moderna inspelningstekniker. Detta har höjt ljudkvalitén på materialet avsevärt samt möjliggjort mixning i flerkanaligt Dolby Digital ljud. På DVD-skivorna spelade han tillsammans med tre musiker (Francis Rimbert, Claude Samard och Dominique Perrier) in allt live utan datorbackup, sequencer eller bandinspelningar. Detta manifesterar sig som små felspelningar. Denna släpptes i Sverige den 3 december 2007. Under 2009 inledde Jarre en konsertturné i Europa där ovannämnda musiker Samard, Perrier och Rimbert medverkade.

## Utmärkelser
- Hedersmedborgare i Gdańsk,  2005[4]
- Eska Music Award,  2007[5]
- Hedersdoktor vid Rysslands kemisk-tekniska universitet,  17 november 2008[6]
- Mojo Awards,  2010[7]
- Steiger Award,  2013[8]
- Q Awards,  2014[9]
- Stephen Hawking Medal For Science Communication,  20 juni 2017[10]
- Kommendör av Hederslegionen,  13 juli 2019[11]

[Redigera Wikidata]

### Övrigt
Asteroiden 4422 Jarre är uppkallad efter Jean-Michel Jarre och hans far, Maurice Jarre.

## Diskografi
- 1972 – Deserted Palace
- 1973 – Les Granges brûlées (soundtrack till filmen Kvinnan i snön)
- 1976 – Oxygène
- 1978 – Équinoxe
- 1981 – Les Chants Magnétiques
- 1982 – Les Concerts en Chine
- 1983 – Musique pour Supermarché
- 1984 – Zoolook
- 1986 – Rendez-vous
- 1988 – Révolutions
- 1990 – En attendant Cousteau
- 1993 – Chronologie
- 1997 – Oxygène 7–13
- 2000 – Metamorphoses
- 2003 – Sessions 2000
- 2003 – Geometry of Love
- 2004 – AERO
- 2007 – Téo & Téa
- 2007 – Oxygene Live in Your Livingroom
- 2015 – Electronica 1: The Time Machine
- 2016 – Electronica 2: The Heart Of Noise
- 2016 – Oxygene 3
- 2018 – Equinoxe Infinity
- 2021 – Amazônia
- 2022 – Oxymore

Därtill ett flertal samlings- och liveskivor, singlar och samarbeten med andra artister, även under pseudonym.